# Anselmo Andrade
Anselmo Andrade est une localité de Sao Tomé-et-Principe située au nord-est de l'île de Sao Tomé, dans le district de Cantagalo. C'est une ancienne roça.

## Population
Lors du recensement de 2012, 294 habitants y ont été dénombrés.

## Roça
De conception tardive, c'était une dépendance de l'importante roça d'Água Izé.
Photographies et croquis réalisés en 2011 mettent en évidence la disposition des bâtiments, leurs dimensions et leur état à cette date.